# Cumbre entre Corea del Norte y Rusia de 2019
La cumbre entre Corea del Norte y Rusia de 2019 fue una reunión realizada el día 25 de abril de 2019 entre las máximas autoridades ejecutivas de la Federación Rusa y la República Popular Democrática de Corea, por parte de Rusia el Presidente Vladímir Putin y el Líder supremo de Corea del Norte Kim Jong-un. La reunión se realizó en el puerto de Vladivostok, en el extremo oriental de Rusia, apenas a unas horas de la frontera compartida por ambas naciones.

## Antecedentes
Las relaciones diplomáticas entre la República Popular Democrática de Corea (RPDC) y la Unión de Repúblicas Socialistas Soviéticas (URSS), el estado predecesor de la Federación Rusa, se establecieron por primera vez el 12 de octubre de 1948, poco después de la proclamación de la República Popular Democrática de Corea. Fue la Unión Soviética la que había colocado en el poder al abuelo del actual líder norcoreano y fundador de la República Popular Democrática de Corea (RPDC), Kim Il-sung, después de la Rendición de Japón en la Segunda Guerra Mundial.
Durante la Guerra de Corea, las fuerzas militares soviéticas apoyaron de manera muy destaca al Ejército Popular de Corea. Corea del Norte fue fundada como parte del bloque comunista y recibió un importante apoyo ruso. La República Popular China y la Unión Soviética compitieron por la influencia en Corea del Norte durante la ruptura sino-soviética en la década de 1960, mientras Corea del Norte intentaba mantener buenas relaciones con ambos países.
Las relaciones entre los dos países continuaron después de la caída de la Unión Soviética. Después de la disolución de la Unión Soviética, el nuevo gobierno ruso bajo Borís Yeltsin se negó a proporcionar apoyo a Corea del Norte, favoreciendo a Corea del Sur.
La primera reunión de la Comisión Intergubernamental para la Cooperación Comercial, Económica y Científica-Técnica entre Rusia y Corea del Norte se celebró en la primavera de 1996, dirigida por el vice primer ministro Vitali Ignatenko. Esta fue la reunión de más alto nivel (a nivel de primer ministro adjunto) entre Moscú y Pionyang desde el colapso de la Unión Soviética. Durante la visita, los dos países acordaron restablecer la cooperación comercial y económica bilateral al nivel de 1991. Las dos partes también acordaron restablecer las comisiones bilaterales intergubernamentales y establecer organismos de trabajo entre Corea del Norte y la provincia rusa del Extremo Oriente para la cooperación bilateral en ciencia, tecnología, silvicultura, industria ligera y transporte. Ignatenko llevó un mensaje personal de Yeltsin a Kim Jong-il. En el mensaje, Yeltsin expresó sus esperanzas de reducir la tensión en la península de Corea y la continua observancia del Acuerdo de Armisticio por parte de Corea del Norte. Kim Jong-il, esperaba que Guennadi Ziugánov, el líder del Partido Comunista, ganara las elecciones presidenciales de 1996, por lo que ni siquiera envió una carta de respuesta, ni se reunió con la delegación rusa.
La relación volvió a cobrar cierta importancia después de que Vladímir Putin fuera elegido presidente de Rusia en 2000. Kim Jong-un también aceptó una invitación para visitar Rusia a mediados de 2015. Los dos estados comparten una frontera a lo largo del río Tumen inferior (Туманная), que tiene 17 kilómetros (11 millas) de largo y se formó en 1860 cuando el zar Alejandro II adquirió territorio cedido de China en la Convención de Pekín.
Las percepciones favorables de Corea del Norte en Rusia están disminuyendo gradualmente: solo el 34 % de los rusos ven a Corea del Norte como una nación amiga y el 60 % de los rusos creen que las armas nucleares de Corea del Norte representan una amenaza para otros países; solo el 8 % de los rusos estaban a favor de apoyar a Corea del Norte en un conflicto potencial. Según una encuesta de Servicio Mundial de la BBC de 2014, el 19% de los rusos ve positivamente la influencia de Corea del Norte, y el 37 % expresó una opinión negativa.

## Reunión

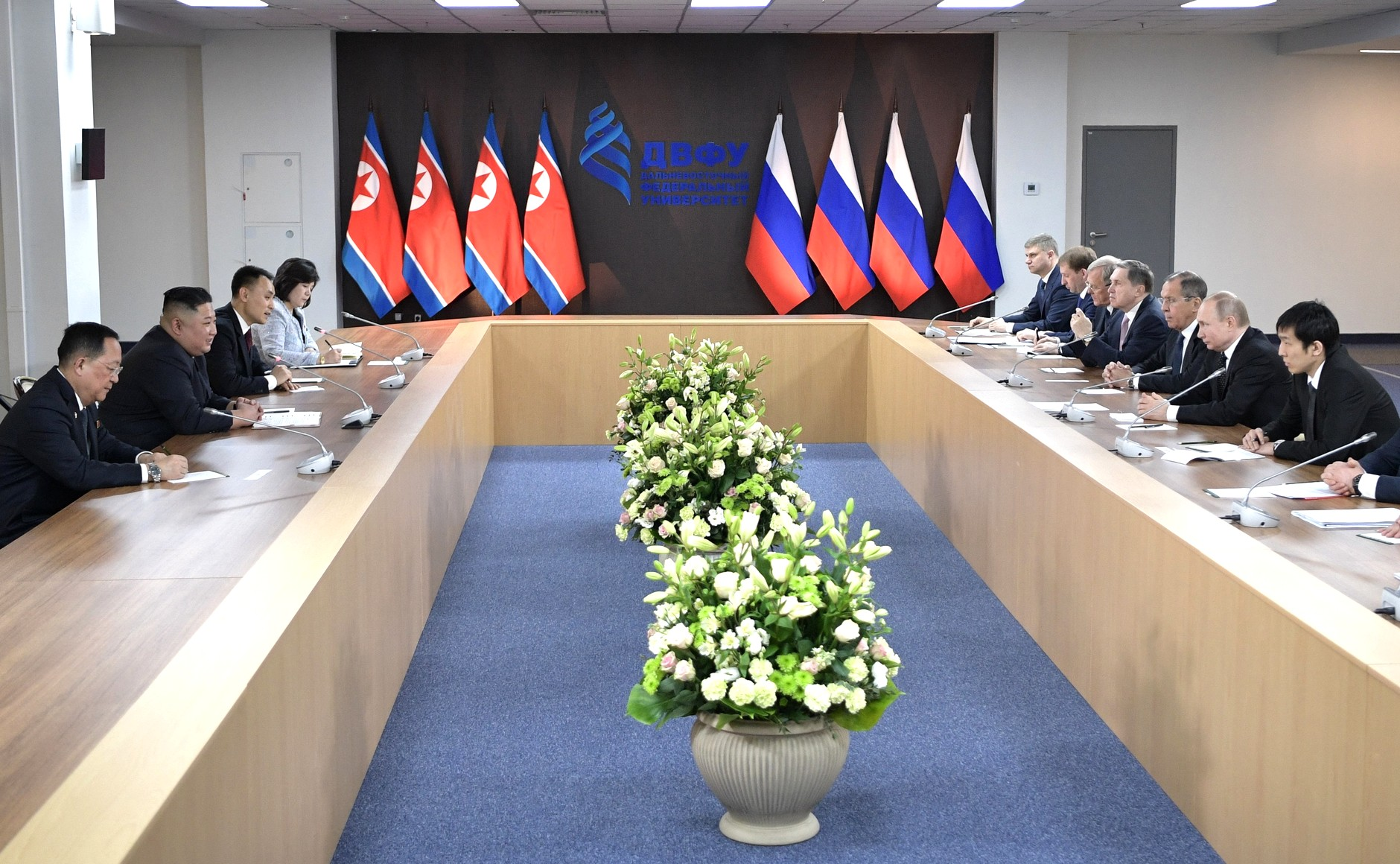
Reunión entre las dos delegaciones

La reunión entre Kim y Putin se realizó en el campus de la Universidad Federal del Lejano Oriente, en la cercana isla Ruski, donde el presidente ruso llegó aproximadamente a las 03:30 (GMT). Media hora después acudió el líder norcoreano, que fue recibido con un apretón de manos por parte del mandatario ruso.
Los jefes de Estado procedieron seguidamente a saludar a los miembros de las delegaciones de camino a la sala de negociaciones. Se estimaba que el encuentro cara a cara entre los dos líderes duró una hora, pero se prolongó hasta las dos horas. No se tenía prevista la firma de documentos o la realización de una declaración conjunta en esta cumbre.

## Objetivos de la cumbre
De acuerdo con el Kremlin, en la agenda de la reunión destacaba el tema de la desnuclearización, pero sobre la mesa estuvieron también la situación de la Península de Corea y la estabilidad de la región.
Los analistas consideran que Kim busca el apoyo de Rusia tras el fracaso de su diálogo con Estados Unidos. El mandatario norcoreano se reunió a inicios de este año en Vietnam con el presidente estadounidense, Donald Trump, pero el encuentro terminó abruptamente y sin un acuerdo. El líder norcoreano busca apoyos en su pulseada con Washington y un cierto reequilibrio de sus relaciones entre China, su principal aliado, y Rusia, viejo aliado durante la Guerra Fría.
El presidente ruso, Vladímir Putin, aseguró hoy tras reunirse por vez primera con el líder supremo norcoreano, Kim Jong-un, que la desnuclearización de la península coreana es posible, pero que Pionyang exige a cambio garantías de seguridad.

## Reacciones

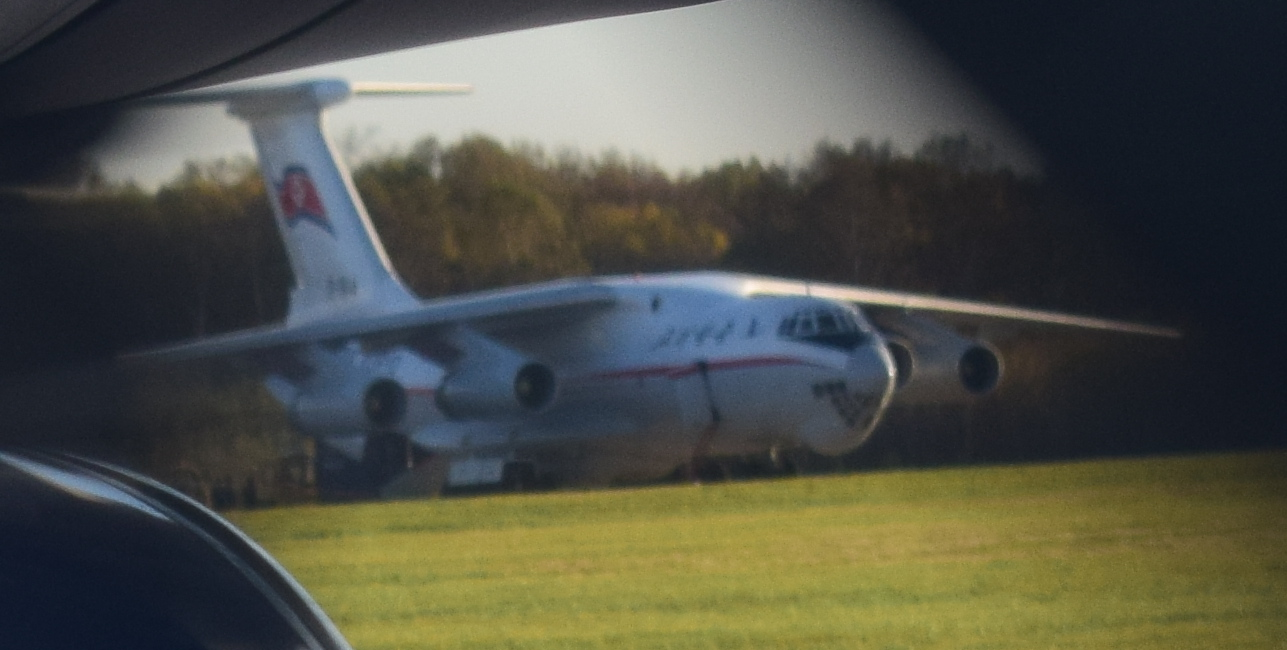
Avión de Carga Norcoreano en octubre de 2018 llevando personal para alistar la cumbre entre ambos líderes

Dmitri Trenin, director del Centro Carnegie de Moscú, considerando las propias preocupaciones de Rusia sobre los programas nucleares y de misiles ICBM del norte, dijo que el presidente ruso Putin probablemente inspirará a Kim de la RPDC para continuar las conversaciones constructivas con Washington.
Televisión Central de Corea informó que Putin acepta la invitación de Kim para visitar Corea del Norte en un momento conveniente para el presidente ruso.
Kim Sung-han, decano de la Escuela Superior de Estudios Internacionales de la Universidad de Corea en Seúl y ex viceministro del Ministerio de Asuntos Exteriores de Corea del Sur, expresó sus opiniones: «Si la cumbre de Hanói hubiera sido satisfactoria, Corea del Norte no habría necesitado visitar Rusia». Dmitri Trenin, jefe del Centro Carnegie de Moscú, escribió en Twitter: «Rusia intentará obtener puntos diplomáticos al demostrar su relevancia; Corea del Norte, al mostrar que tiene opciones».
KCNA informó una declaración del líder norcoreano: la paz en la península coreana depende de la actitud de los Estados Unidos después de las primeras conversaciones cara a cara entre Putin y Kim, parece que la RPDC pide más flexibilidad para permitir que las demandas de Pionyang alivien las sanciones con el acuerdo nuclear, en comparación a la postura de los Estados Unidos.